# Asylum Tour
Asylum Tour var Kiss tolfte turné, och pågick 29 november 1985-12 april 1986. Man spelade Creatures of the Night, Anyway You Slice it en gång och King of the Mountain sista gången och Strutter, Calling Dr. Love, Black Diamond och Young and Wasted några gånger. King of the Night Time World spelades en gång i Baltimore, Maryland den 10 april 1986. Led Zeppelins Whole Lotta Love spelades ett par gånger. The Whos Won't Get Fooled Again spelades under större delen av turnén varav sista gången var 28 februari 1986.

## Spellista
1. Detroit Rock City
2. Fits Like A Glove
3. Cold Gin
4. Uh! All Night
5. Under The Gun
6. Gitarrsolo (Bruce)
7. I Still Love You
8. Bas-solo
9. I Love It Loud
10. Gitarrsolo (Paul)
11. Tears Are Falling
12. Trumsolo
13. War Machine
14. Love Gun
15. Heaven’s On Fire
16. Rock And Roll All Nite
17. Lick It Up

## Medlemmar
- Gene Simmons - sång, elbas
- Paul Stanley - sång, gitarr
- Eric Carr - trummor, sång
- Bruce Kulick - gitarr